# Grand Forks (British Columbia)
|                       | Jan  | Feb  | Mär  | Apr  | Mai  | Jun  | Jul | Aug  | Sep  | Okt  | Nov  | Dez  |   |       |
| Mittl. Tagesmax. (°C) | −1,5 | 2,9  | 9,6  | 15,6 | 20,2 | 23,9 | 28  | 28,1 | 22,6 | 13,8 | 4,2  | −1,3 | ⌀ | 13,9  |
| Mittl. Tagesmin. (°C) | −8,5 | −5,6 | −2   | 1,5  | 5,7  | 9    | 11  | 10,5 | 6    | 0,8  | −2,7 | −7,5 | ⌀ | 1,5   |
|                       |      |      |      |      |      |      |     |      |      |      |      |      |   |       |
| Niederschlag (mm)     | 48,1 | 34,2 | 32,8 | 40,6 | 56,4 | 57,5 | 41  | 36,2 | 28,3 | 30,4 | 51,6 | 52,7 | Σ | 509,8 |

| −8,5 |

| −5,6 |

| −2 |

| 1,5 |

| 5,7 |

| 9 |

| 11 |

| 10,5 |

| 6 |

| 0,8 |

| −2,7 |

| −7,5 |

| −8,5 |

| −5,6 |

| −2 |

| 1,5 |

| 5,7 |

| 9 |

| 11 |

| 10,5 |

| 6 |

| 0,8 |

| −2,7 |

| −7,5 |

Grand Forks ist ein Ort am Zusammenfluss des Granby River mit dem Kettle River im Boundary Country in British Columbia in Kanada. Die Gemeinde liegt unmittelbar an der Grenze zu den Vereinigten Staaten von Amerika im Regional District of Kootenay Boundary.
In Grand Forks leben einige Duchoborzen, welche ab etwa 1909 aus Saskatchewan hierher umsiedelten.

## Geschichte
Die erste Ansiedlung von Europäern wurde etwa um 1880 gegründet. Die Siedler waren dabei hauptsächlich Farmer. Eine weitere Entwicklung setzte dann gegen 1900 ein, als hier eine Schmelzerei gegründet wurde, welche zeitweise bis zu 400 Mitarbeiter beschäftigte. Allerdings war die nur ein kurzes Aufblühen, da nach dem Ersten Weltkrieg die Kupferpreise fielen und die Schmelzerei wieder schloss.
Die Zuerkennung der kommunalen Selbstverwaltung für die Gemeinde erfolgte schon am 14. April 1897 (incorporated als City). Sie gehört damit zu den ältesten 25 Gemeinden in British Columbia, die alle bereits vor 1900 offiziell gegründet wurden.

## Demographie
Der Zensus im Jahre 2011 ergab für die Kleinstadt eine Bevölkerungszahl von 3.985 Einwohnern. Die Bevölkerung der Stadt hatte dabei im Vergleich zum Zensus von 2006 um 1,3 % abgenommen, während die Bevölkerung in gesamten Provinz British Columbia gleichzeitig um 7,0 % anwuchs.

## Wirtschaft
In Grand Forks gibt es neben der Holzfällerei auch Landwirtschaft, besonders Obst- und Gemüseanbau. Weiterhin ist die papierverarbeitende Industrie ein wichtiger Arbeitgeber. Das Durchschnittseinkommen der Beschäftigten lag im Jahr 2006 bei 19.881 C $, während es in der Provinz British Columbia 24.867 C $ betrug.
Grand Forks befindet sich in der Nähe einer Kupfermine, welche 1935 geschlossen wurde.

## Verkehr
In Ost-West-Richtung verläuft der Crowsnest Highway (Highway 3) durch das Stadtgebiet.
Etwa 2 Kilometer südöstlich der Stadt befindet sich der örtliche Flugplatz (IATA-Flughafencode: ZGF, ICAO-Code: CZGF, Transport Canada Identifier: -). Der Flugplatz verfügt nur über eine asphaltierte Start- und Landebahn von 1314 Meter Länge.

## Persönlichkeiten
- Edward Dmytryk (1908–1999), Filmregisseur